# Gustav Hoffmann (Unternehmer)
Gustav Hoffmann (* 10. Mai 1872 in Kleve; † 2. Februar 1935 ebenda) war ein deutscher Industrieller und Gründer der Elefanten-Schuhfabrik.

## Leben
Gustav Hoffmann wuchs als ältestes von sieben Kindern des Gocher (später Klever) Kaufmannes Johann Heinrich Hoffmann in Kleve auf. Das väterliche Geschäft in der Großen Straße in Kleve handelte mit Leder und sonstigem Schuhmacherbedarf, ebenso mit Fahrrädern und Nähmaschinen. Nach Verlassen des Gymnasiums mit dem Einjährigen begann er als Lehrling in einer Brackweder Lederfabrik. Nach einem Jahr Militärdienst in der Klever Garnison arbeitete er wieder im Geschäft des Vaters. Im Alter von 24 Jahren machte sich Hoffmann zusammen mit seinem Schwager, dem Berliner Fritz Pannier, selbständig. Das Startkapital zum Kauf der Konkursmasse einer Schuhfabrik erhielten beide vom Vater Hoffmanns. Die hiermit gegründete Kinderschuhfabrik war zu dieser Zeit einzigartig. 
Als erster industrieller Hersteller fertigte Gustav Hoffmann 1896 anatomisch geformte rechte und linke Kinderschuhe an, die unter der Marke Elefanten-Schuh vertrieben wurden.
An der Produktion von Kriegsstiefeln im Ersten Weltkrieg profitierte er erheblich.

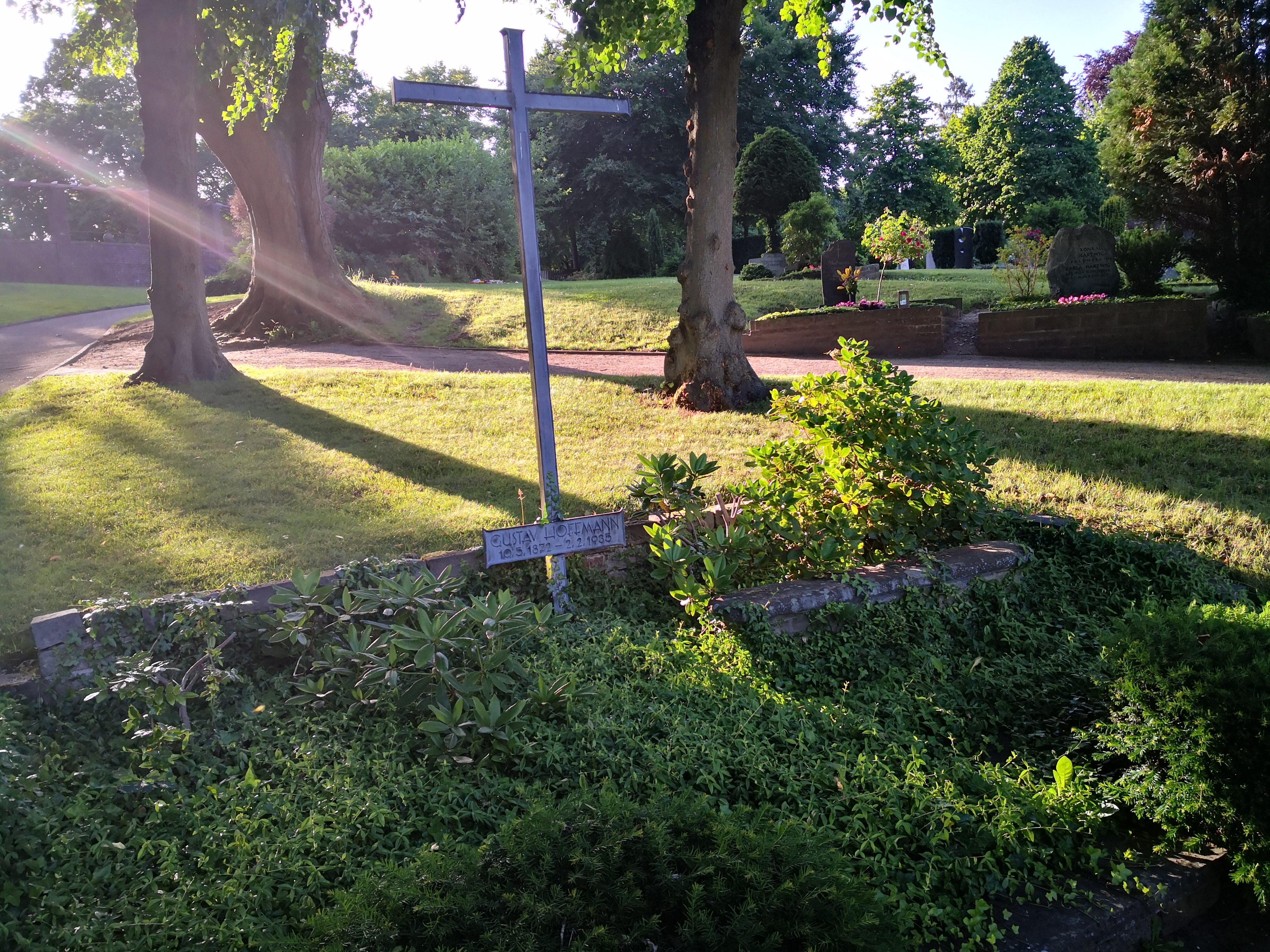
Grabstätte von Gustav Hoffmann auf dem Friedhof Kleve